# Lijst van Faeröerse gemeenten
De bestuurlijke indeling van de Faeröer bestaat sinds 1 januari 2009 uit 30 gemeenten (Kommunur).  
| - Eiðis kommuna - Fámjins kommuna - Fuglafjarðar kommuna - Fugloyar kommuna - Funnings kommuna - Gøtu kommuna - Hovs kommuna - Hvalbiar kommuna - Hvannasunds kommuna | - Húsa kommuna - Húsavíkar kommuna - Klaksvíkar kommuna - Kunoyar kommuna - Kvívíkar kommuna - Leirvíkar kommuna - Miðvágs kommuna - Nes kommuna - Porkeris kommuna | - Runavíkar kommuna - Sandavágs kommuna - Sands kommuna - Sjóvar kommuna - Skálavíkar kommuna - Skopunar kommuna - Skúvoyar kommuna - Sørvágs Kommuna - Sumbiar kommuna | - Sunda kommuna - Svínoyar kommuna - Tórshavnar kommuna - Tvøroyrar kommuna - Vágs kommuna - Vestmanna kommuna - Viðareiðis kommuna |

Eiði · Eystur · Fámjin · Fuglafjarður · Fugloy · Hov · Húsar · Húsavíkar · Hvalba · Hvannasund · Klaksvík · Kunoy · Kvívík · Nes · Porkeri · Runavík · Sandur · Sjógv · Skálavík · Skopun · Skúvoy · Sørvág · Sumba · Sunda · Tórshavn · Tvøroyri · Vága · Vágur · Vestmanna · Viðareiði